# Élections municipales de 2021 dans Vaudreuil-Soulanges
Pour un article plus général, voir Élections municipales de 2021 en Montérégie.
Cet article concerne les élections municipales de 2021 en Montérégie dans la municipalité régionale de comté de Vaudreuil-Soulanges.

## Rivière-Beaudette
|             | Élection (2017)                                                                    | Dissolution (2021)                                                          | Élection (2021)                                                                                         |
| Maire       | Patrick Bousez                                                                     | Patrick Bousez                                                              | Patrick Bousez                                                                                          |
| Conseillers | France Rivet Tammy Titley Réjean Fournier André Beaudin Dany Paquet Ghyslain Maheu | France Rivet Tammy Titley Réjean Fournier Vacant Dany Paquet Ghyslain Maheu | France Rivet Philippon Cédric Lecompte Laberge Réjean Fournier Daniel Laflèche Julie Cyr Ghyslain Maheu |

| Candidats pour la mairie | Vote            | %               |
| ------------------------ | --------------- | --------------- |
| Patrick Bousez (Sortant) | Sans opposition | Sans opposition |

| Candidats conseiller #1           | Vote | %     |
| --------------------------------- | ---- | ----- |
| France Rivet Philippon (Sortante) | 333  | 60,11 |
| Gilbert Naud                      | 221  | 39,89 |

| Candidats conseiller #2 | Vote | %     |
| ----------------------- | ---- | ----- |
| Cédric Lecompte Laberge | 293  | 52,04 |
| Tammy Titley (Sortante) | 270  | 47,96 |

| Candidats conseiller #3   | Vote | %     |
| ------------------------- | ---- | ----- |
| Réjean Fournier (Sortant) | 307  | 54,53 |
| David Desrochers          | 256  | 45,47 |

| Candidats conseiller #4 | Vote | %     |
| ----------------------- | ---- | ----- |
| Daniel Laflèche         | 468  | 82,98 |
| Richard Racine          | 96   | 17,02 |

| Candidats conseiller #5 | Vote | %     |
| ----------------------- | ---- | ----- |
| Julie Cyr               | 289  | 51,15 |
| Dany Paquet (Sortant)   | 276  | 48,85 |

| Candidats conseiller #6  | Vote            | %               |
| ------------------------ | --------------- | --------------- |
| Ghyslain Maheu (Sortant) | Sans opposition | Sans opposition |

## Saint-Télesphore
|             | Élection (2017)                                                                           | Dissolution (2021)                                                                          | Élection (2021)                                                                      |
| Maire       | Yvon Bériault                                                                             | Yvon Bériault                                                                               | David Watson McKay                                                                   |
| Conseillers | Raymond Leclair François D'André Robert Théorêt Paul Gauthier Kim Jones Jean-Marie Lavoie | Raymond Leclair François D'André Robert Théorêt Paul Gauthier Linda Major Jean-Marie Lavoie | Nathalie Lanthier Mélissa Morin Kim Jones Paul Gauthier Danny Raymond Valérie Camiré |

| Taux de participation :                | Taux de participation :                | Taux de participation :                | Taux de participation :                | Taux de participation :                | 67,1 % |
| Nombre de votes valides :              | Nombre de votes valides :              | Nombre de votes valides :              | Nombre de votes valides :              | Nombre de votes valides :              | 400    |
| Nombre de votes rejetées à la mairie : | Nombre de votes rejetées à la mairie : | Nombre de votes rejetées à la mairie : | Nombre de votes rejetées à la mairie : | Nombre de votes rejetées à la mairie : | 12     |
| Nombre d'électeurs inscrits :          | Nombre d'électeurs inscrits :          | Nombre d'électeurs inscrits :          | Nombre d'électeurs inscrits :          | Nombre d'électeurs inscrits :          | 614    |

| Candidats pour la mairie | Vote | %     |
| ------------------------ | ---- | ----- |
| David Watson McKay       | 247  | 61,75 |
| Yvon Bériault (Sortant)  | 153  | 38,25 |

| Candidats conseiller #1 | Vote            | %               |
| ----------------------- | --------------- | --------------- |
| Nathalie Lanthier       | Sans opposition | Sans opposition |

| Candidats conseiller #2 | Vote | %     |
| ----------------------- | ---- | ----- |
| Mélissa Morin           | 252  | 63,00 |
| Neil Morrison           | 148  | 37,00 |

| Candidats conseiller #3  | Vote | %     |
| ------------------------ | ---- | ----- |
| Kim Jones                | 283  | 70,93 |
| Robert Théorêt (Sortant) | 116  | 29,07 |

| Candidats conseiller #4 | Vote            | %               |
| ----------------------- | --------------- | --------------- |
| Paul Gauthier (Sortant) | Sans opposition | Sans opposition |

| Candidats conseiller #5 | Vote            | %               |
| ----------------------- | --------------- | --------------- |
| Danny Raymond           | Sans opposition | Sans opposition |

| Candidats conseiller #6 | Vote            | %               |
| ----------------------- | --------------- | --------------- |
| Valérie Camiré          | Sans opposition | Sans opposition |

- Démission de Valérie Camiré, conseillère #6, le 5 juillet 2023[1].

- Élection sans opposition de Marie-Thérèse Dupont au poste de conseillère #6 le 22 octobre 2023[2].

| Candidats conseiller #6 | Vote            | %               |
| ----------------------- | --------------- | --------------- |
| Marie-Thérèse Dupont    | Sans opposition | Sans opposition |

## Saint-Polycarpe
|             | Élection (2017)                                                                                     | Dissolution (2021)                                                                                  | Élection (2021)                                                                                     |
| Maire       | Jean-Yves Poirier                                                                                   | Jean-Yves Poirier                                                                                   | Jean-Yves Poirier                                                                                   |
| Conseillers | François Lalonde Pascal Pilon Pierre Regimbald François Perreault Normand Vincent Roger Bourbonnais | François Lalonde Pascal Pilon Pierre Regimbald François Perreault Normand Vincent Roger Bourbonnais | François Lalonde Jean-Pierre Ménard Maxime Gamelin Annie Robichaud Laurent Barsalou Patrice Schoune |

| Candidats pour la mairie    | Vote            | %               |
| --------------------------- | --------------- | --------------- |
| Jean-Yves Poirier (Sortant) | Sans opposition | Sans opposition |

| Candidats conseiller #1    | Vote            | %               |
| -------------------------- | --------------- | --------------- |
| François Lalonde (Sortant) | Sans opposition | Sans opposition |

| Candidats conseiller #2 | Vote            | %               |
| ----------------------- | --------------- | --------------- |
| Jean-Pierre Ménard      | Sans opposition | Sans opposition |

| Candidats conseiller #3 | Vote            | %               |
| ----------------------- | --------------- | --------------- |
| Maxime Gamelin          | Sans opposition | Sans opposition |

| Candidats conseiller #4      | Vote | %     |
| ---------------------------- | ---- | ----- |
| Annie Robichaud              | 187  | 58,26 |
| François Perreault (Sortant) | 134  | 41,74 |

| Candidats conseiller #5 | Vote            | %               |
| ----------------------- | --------------- | --------------- |
| Laurent Barsalou        | Sans opposition | Sans opposition |

| Candidats conseiller #6 | Vote | %     |
| ----------------------- | ---- | ----- |
| Patrice Schoune         | 209  | 65,11 |
| Sandra Thibault         | 112  | 34,89 |

## Saint-Zotique
|             | Élection (2017)                                                                                  | Dissolution (2021)                                                                               | Élection (2021)                                                                              |
| Maire       | Yvon Chiasson                                                                                    | Yvon Chiasson                                                                                    | Yvon Chiasson                                                                                |
| Conseillers | Jonathan Anderson Franco Caputo Patrick Lecuyer Éric Lachance Jean-Pierre Daoust Pierre Chiasson | Jonathan Anderson Franco Caputo Patrick Lecuyer Éric Lachance Jean-Pierre Daoust Pierre Chiasson | Jonathan Anderson Yannick Guay Patrick L'écuyer Éric Lachance Jean-Pierre Daoust Paul Forget |

| Taux de participation :                | Taux de participation :                | Taux de participation :                | Taux de participation :                | Taux de participation :                | 39,9 % |
| Nombre de votes valides :              | Nombre de votes valides :              | Nombre de votes valides :              | Nombre de votes valides :              | Nombre de votes valides :              | 2 858  |
| Nombre de votes rejetées à la mairie : | Nombre de votes rejetées à la mairie : | Nombre de votes rejetées à la mairie : | Nombre de votes rejetées à la mairie : | Nombre de votes rejetées à la mairie : | 59     |
| Nombre d'électeurs inscrits :          | Nombre d'électeurs inscrits :          | Nombre d'électeurs inscrits :          | Nombre d'électeurs inscrits :          | Nombre d'électeurs inscrits :          | 7 304  |

| Candidats pour la mairie | Vote  | %     |
| ------------------------ | ----- | ----- |
| Yvon Chiasson (Sortant)  | 1 516 | 53,04 |
| Michel Parent            | 1 029 | 36,00 |
| Robin Leroux             | 313   | 10,95 |

| Candidats district 1        | Vote | %     |
| --------------------------- | ---- | ----- |
| Jonathan Anderson (Sortant) | 302  | 46,60 |
| Patrice Hovington           | 197  | 30,40 |
| Dominique Boily             | 149  | 22,99 |

| Candidats district 2    | Vote | %     |
| ----------------------- | ---- | ----- |
| Yannick Guay            | 288  | 60,00 |
| Franco Caputo (Sortant) | 192  | 40,00 |

| Candidats district 3       | Vote            | %               |
| -------------------------- | --------------- | --------------- |
| Patrick L'écuyer (Sortant) | Sans opposition | Sans opposition |

| Candidats district 4    | Vote            | %               |
| ----------------------- | --------------- | --------------- |
| Éric Lachance (Sortant) | Sans opposition | Sans opposition |

| Candidats district 5         | Vote | %     |
| ---------------------------- | ---- | ----- |
| Jean-Pierre Daoust (Sortant) | 273  | 50,09 |
| Marie-Martine Richer         | 272  | 49,91 |

| Candidats district 6      | Vote | %     |
| ------------------------- | ---- | ----- |
| Paul Forget               | 288  | 53,14 |
| Pierre Chiasson (Sortant) | 156  | 28,78 |
| Yves Lacelle              | 98   | 18,08 |

## Les Coteaux
|             | Élection (2017)                                                                                  | Dissolution (2021)                                                                               | Élection (2021)                                                                            |
| Maire       | Denise Godin-Dostie                                                                              | Denise Godin-Dostie                                                                              | Sylvain Brazeau                                                                            |
| Conseillers | Myriam Sauvé Dominic Léger François Deschamps Michel Joly Sylvain Brazeau Jocelyne Bishop Ménard | Myriam Sauvé Dominic Léger François Deschamps Michel Joly Sylvain Brazeau Jocelyne Bishop Ménard | Myriam Sauvé Claude Lepage François Deschamps Michel Joly Véronique Lefebvre Josée Grenier |

| Candidats pour la mairie                   | Vote            | %               |
| ------------------------------------------ | --------------- | --------------- |
| Sylvain Brazeau (Sortant d'un autre poste) | Sans opposition | Sans opposition |

| Candidats district 1    | Vote | %     |
| ----------------------- | ---- | ----- |
| Myriam Sauvé (Sortante) | 101  | 60,12 |
| Alain Proulx            | 67   | 39,88 |

| Candidats district 2 | Vote | %     |
| -------------------- | ---- | ----- |
| Claude Lepage        | 62   | 67,39 |
| Sylvie Joly          | 30   | 32,61 |

| Candidats district 3         | Vote            | %               |
| ---------------------------- | --------------- | --------------- |
| François Deschamps (Sortant) | Sans opposition | Sans opposition |

| Candidats district 4  | Vote            | %               |
| --------------------- | --------------- | --------------- |
| Michel Joly (Sortant) | Sans opposition | Sans opposition |

| Candidats district 5 | Vote | %     |
| -------------------- | ---- | ----- |
| Véronique Lefebvre   | 77   | 60,16 |
| Carole Dion          | 51   | 39,84 |

| Candidats district 6 | Vote | %     |
| -------------------- | ---- | ----- |
| Josée Grenier        | 99   | 46,92 |
| Michel Trudeau       | 69   | 32,70 |
| Alain De Lafontaine  | 41   | 19,43 |
| Bruno Laplante       | 2    | 0,95  |

## Coteau-du-Lac
|             | Élection (2017)                                                                                        | Dissolution (2021)                                                                                     | Élection (2021)                                                                                     |
| Maire       | Andrée Brosseau                                                                                        | Andrée Brosseau                                                                                        | Andrée Brosseau                                                                                     |
| Conseillers | Alain Laprade François Vallières David-Lee Amos Nathalie Clermont Christian Thauvette Michael Sarrazin | Alain Laprade François Vallières David-Lee Amos Nathalie Clermont Christian Thauvette Michael Sarrazin | Alain Laprade François Vallières David-Lee Amos Isabelle Lemay Christine Arsenault Patrick Delforge |

| Taux de participation :                | Taux de participation :                | Taux de participation :                | Taux de participation :                | Taux de participation :                | 49,6 % |
| Nombre de votes valides :              | Nombre de votes valides :              | Nombre de votes valides :              | Nombre de votes valides :              | Nombre de votes valides :              | 2 843  |
| Nombre de votes rejetées à la mairie : | Nombre de votes rejetées à la mairie : | Nombre de votes rejetées à la mairie : | Nombre de votes rejetées à la mairie : | Nombre de votes rejetées à la mairie : | 37     |
| Nombre d'électeurs inscrits :          | Nombre d'électeurs inscrits :          | Nombre d'électeurs inscrits :          | Nombre d'électeurs inscrits :          | Nombre d'électeurs inscrits :          | 5 802  |

| Candidats pour la mairie   | Vote  | %     |
| -------------------------- | ----- | ----- |
| Andrée Brosseau (Sortante) | 2 241 | 78,83 |
| Guy Jasmin                 | 602   | 21,17 |

| Candidats district 1 - Léon-Giroux | Vote            | %               |
| ---------------------------------- | --------------- | --------------- |
| Alain Laprade (Sortant)            | Sans opposition | Sans opposition |

| Candidats district 2 - Georges-Jules-Beaudet | Vote | %     |
| -------------------------------------------- | ---- | ----- |
| François Vallières (Sortante)                | 251  | 54,80 |
| François Décosse                             | 180  | 39,30 |
| David Prévost                                | 27   | 5,90  |

| Candidats district 3 - Elzéar-Deguire | Vote | %     |
| ------------------------------------- | ---- | ----- |
| David-Lee Amos (Sortant)              | 272  | 55,85 |
| Line Roussin                          | 215  | 44,15 |

| Candidats district 4 - Hubert-Saint-Amour | Vote | %     |
| ----------------------------------------- | ---- | ----- |
| Isabelle Lemay                            | 348  | 61,05 |
| Nathalie Clermont (Sortante)              | 222  | 38,95 |

| Candidats district 5- Julien-Cuierrier | Vote | %     |
| -------------------------------------- | ---- | ----- |
| Christine Arsenault                    | 181  | 48,14 |
| François Hallé                         | 117  | 31,12 |
| Christian Thauvette (Sortant)          | 78   | 20,74 |

| Candidats district 6 - Édouard-Dumesnil | Vote | %     |
| --------------------------------------- | ---- | ----- |
| Patrick Delforge                        | 280  | 60,61 |
| Luc Isabelle                            | 182  | 39,39 |

- Démission de David-Lee Amos, conseiller district #3 - Elzéar-Deguire, en septembre 2023 pour raisons familiales[3].

- Élection d'André Legros au poste de conseiller district #3 - Elzéar-Deguire le 17 décembre 2023[4].

| Candidats district 3 - Elzéar-Deguire | Vote | %     |
| ------------------------------------- | ---- | ----- |
| André Legros                          | 151  | 45,21 |
| Line Roussin                          | 87   | 26,05 |
| Nathalie Clermont                     | 53   | 15,87 |
| Michaël Pratte                        | 29   | 8,68  |
| Stéphane Boilard                      | 14   | 4,19  |
| Nombre de votes valide                | 334  |       |
| Nombre de votes rejetés               | 1    |       |
| Électeurs inscrits                    | 923  | 36,29 |

## Saint-Clet
|             | Élection (2017)                                                                              | Dissolution (2021)                                                                           | Élection (2021)                                                                                 |
| Maire       | Daniel Beaupré                                                                               | Daniel Beaupré                                                                               | Mylène Labre                                                                                    |
| Conseillers | Denise Lefebvre Jacques Besner Marie-Andrée Clermont Jacques Pilon Mylène Labre Josée Farand | Denise Lefebvre Jacques Besner Marie-Andrée Clermont Jacques Pilon Mylène Labre Josée Farand | Denise Lefebvre Jacques Besner Marie-Andrée Clermont Jacques Pilon Manon Ouellette Josée Farand |

| Candidats pour la mairie                 | Vote            | %               |
| ---------------------------------------- | --------------- | --------------- |
| Mylène Labre (Sortante d'un autre poste) | Sans opposition | Sans opposition |

| Candidats conseiller #1    | Vote            | %               |
| -------------------------- | --------------- | --------------- |
| Denise Lefebvre (Sortante) | Sans opposition | Sans opposition |

| Candidats conseiller #2  | Vote            | %               |
| ------------------------ | --------------- | --------------- |
| Jacques Besner (Sortant) | Sans opposition | Sans opposition |

| Candidats conseiller #3          | Vote            | %               |
| -------------------------------- | --------------- | --------------- |
| Marie-Andrée Clermont (Sortante) | Sans opposition | Sans opposition |

| Candidats conseiller #4 | Vote            | %               |
| ----------------------- | --------------- | --------------- |
| Jacques Pilon (Sortant) | Sans opposition | Sans opposition |

| Candidats conseiller #5 | Vote            | %               |
| ----------------------- | --------------- | --------------- |
| Manon Ouellette         | Sans opposition | Sans opposition |

| Candidats conseiller #6 | Vote            | %               |
| ----------------------- | --------------- | --------------- |
| Josée Farand (Sortante) | Sans opposition | Sans opposition |

## Les Cèdres
|             | Élection (2017)                                                                       | Dissolution (2021)                                                                    | Élection (2021)                                                                         |
| Maire       | Raymond Larouche                                                                      | Raymond Larouche                                                                      | Bernard Daoust                                                                          |
| Conseillers | Michel Proulx Serge Clément Aline Trudel Bernard Daoust Louis Thauvette Marcel Guérin | Michel Proulx Serge Clément Aline Trudel Bernard Daoust Louis Thauvette Marcel Guérin | Michel Proulx Marcel Guérin Loïc Dewavrin Jacques Bouchard Julie Paradis Lyndsay Simard |

| Taux de participation :                | Taux de participation :                | Taux de participation :                | Taux de participation :                | Taux de participation :                | 36,4 % |
| Nombre de votes valides :              | Nombre de votes valides :              | Nombre de votes valides :              | Nombre de votes valides :              | Nombre de votes valides :              | 1 961  |
| Nombre de votes rejetées à la mairie : | Nombre de votes rejetées à la mairie : | Nombre de votes rejetées à la mairie : | Nombre de votes rejetées à la mairie : | Nombre de votes rejetées à la mairie : | 24     |
| Nombre d'électeurs inscrits :          | Nombre d'électeurs inscrits :          | Nombre d'électeurs inscrits :          | Nombre d'électeurs inscrits :          | Nombre d'électeurs inscrits :          | 5 447  |

| Candidats pour la mairie   | Vote  | %     |
| -------------------------- | ----- | ----- |
| Bernard Daoust             | 1 269 | 61,71 |
| Raymond Larouche (Sortant) | 692   | 35,29 |

| Candidats district 1         | Vote | %     |
| ---------------------------- | ---- | ----- |
| Michel Proulx (Sortant)      | 251  | 65,71 |
| Christopher Chartier-Jacques | 131  | 34,29 |

| Candidats district 2                     | Vote | %     |
| ---------------------------------------- | ---- | ----- |
| Marcel Guérin (Sortant d'un autre poste) | 204  | 54,11 |
| Stefania Biacchi                         | 173  | 45,89 |

| Candidats district 3 | Vote | %     |
| -------------------- | ---- | ----- |
| Loïc Dewavrin        | 177  | 62,32 |
| Chantal Ragot        | 107  | 37,68 |

| Candidats district 4 | Vote | %     |
| -------------------- | ---- | ----- |
| Jacques Bouchard     | 259  | 65,74 |
| Karine Fortin        | 135  | 34,26 |

| Candidats district 5 | Vote            | %               |
| -------------------- | --------------- | --------------- |
| Julie Paradis        | Sans opposition | Sans opposition |

| Candidats district 6 | Vote            | %               |
| -------------------- | --------------- | --------------- |
| Lyndsay Simard       | Sans opposition | Sans opposition |

## Pointe-des-Cascades
|             | Élection (2017)                                                                              | Dissolution (2021)                                                                          | Élection (2021)                                                                            |
| Maire       | Gilles Santerre                                                                              | Pierre Lalonde                                                                              | Peter Zytynsky                                                                             |
| Conseillers | Olivier Doyle Martin Juneau Pierre Lalonde Peter Michael Zytynsky Girard Rodney Mario Vallée | Olivier Doyle Martin Juneau Benoit Durand Peter Michael Zytynsky Girard Rodney Mario Vallée | Jean-Pierre Poirier Martin Juneau Benoit Durand Anick Rodrigue Natacha Ménard Mario Vallée |

| Taux de participation :                | Taux de participation :                | Taux de participation :                | Taux de participation :                | Taux de participation :                | 39,2 % |
| Nombre de votes valides :              | Nombre de votes valides :              | Nombre de votes valides :              | Nombre de votes valides :              | Nombre de votes valides :              | 497    |
| Nombre de votes rejetées à la mairie : | Nombre de votes rejetées à la mairie : | Nombre de votes rejetées à la mairie : | Nombre de votes rejetées à la mairie : | Nombre de votes rejetées à la mairie : | 13     |
| Nombre d'électeurs inscrits :          | Nombre d'électeurs inscrits :          | Nombre d'électeurs inscrits :          | Nombre d'électeurs inscrits :          | Nombre d'électeurs inscrits :          | 1 302  |

| Candidats pour la mairie                  | Vote | %     |
| ----------------------------------------- | ---- | ----- |
| Peter Zytynsky (Sortant d'un autre poste) | 365  | 73,44 |
| Pierre Lalonde (Sortant)                  | 132  | 26,56 |

| Candidats conseiller #1 | Vote            | %               |
| ----------------------- | --------------- | --------------- |
| Jean-Pierre Poirier     | Sans opposition | Sans opposition |

| Candidats conseiller #2 | Vote | %     |
| ----------------------- | ---- | ----- |
| Martin Juneau (Sortant) | 358  | 72,47 |
| Mélanie Bergeron        | 136  | 27,53 |

| Candidats conseiller #3 | Vote            | %               |
| ----------------------- | --------------- | --------------- |
| Benoit Durand (Sortant) | Sans opposition | Sans opposition |

| Candidats conseiller #4 | Vote            | %               |
| ----------------------- | --------------- | --------------- |
| Anick Rodrigue          | Sans opposition | Sans opposition |

| Candidats conseiller #6 | Vote | %     |
| ----------------------- | ---- | ----- |
| Natacha Ménard          | 344  | 70,20 |
| Girard Rodney (Sortant) | 146  | 29,80 |

| Candidats conseiller #6 | Vote            | %               |
| ----------------------- | --------------- | --------------- |
| Mario Vallée (Sortant)  | Sans opposition | Sans opposition |

## L'Île-Perrot
|             | Élection (2017)                                                                           | Dissolution (2021)                                                                        | Élection (2021)                                                                                   |
| Maire       | Pierre Séguin                                                                             | Pierre Séguin                                                                             | Pierre Séguin                                                                                     |
| Conseillers | Nancy Pelletier Marc Deslauriers Gabrielle Labbé Karine Bérubé Kim Comeau Mathieu Auclair | Nancy Pelletier Marc Deslauriers Gabrielle Labbé Karine Bérubé Kim Comeau Mathieu Auclair | Nancy Pelletier Marc Deslauriers Gabrielle Labbé Pierre-Yves L'Heureux Kim Comeau Denis Ladouceur |

| Candidats pour la mairie | Vote            | %               |
| ------------------------ | --------------- | --------------- |
| Pierre Séguin (Sortant)  | Sans opposition | Sans opposition |

| Candidats District 1 - des Outaouais | Vote | %     |
| ------------------------------------ | ---- | ----- |
| Nancy Pelletier (Sortante)           | 174  | 72,80 |
| Virginie Lachapelle                  | 65   | 27,20 |

| Candidats District 2 - de Brucy | Vote            | %               |
| ------------------------------- | --------------- | --------------- |
| Marc Deslauriers (Sortant)      | Sans opposition | Sans opposition |

| Candidats District 3 - du Parc | Vote            | %               |
| ------------------------------ | --------------- | --------------- |
| Gabrielle Labbé (Sortante)     | Sans opposition | Sans opposition |

| Candidats District 4 - du Versant | Vote | %     |
| --------------------------------- | ---- | ----- |
| Pierre-Yves L'Heureux             | 147  | 51,58 |
| Alain Darcy                       | 138  | 48,42 |

| Candidats District 5 - de l'Anse | Vote            | %               |
| -------------------------------- | --------------- | --------------- |
| Kim Comeau (Sortant)             | Sans opposition | Sans opposition |

| Candidats District 6 - de la Perdriole | Vote            | %               |
| -------------------------------------- | --------------- | --------------- |
| Denis Ladouceur                        | Sans opposition | Sans opposition |

- Démission de Kim Comeau, conseiller District 5 - de l'Anse, en juillet 2023 pour relevé de nouveaux défis professionnels l'amenant à quitter la municipalité[5].

- Élection d'Olivier Prégent au poste de conseiller District 5 - de l'Anse le 15 octobre 2023[6].

| Candidats District 5 - de l'Anse | Vote        | %     |
| -------------------------------- | ----------- | ----- |
| Olivier Prégent                  | 155         | 72,77 |
| Lise Gauthier                    | 58          | 27,23 |
| Bulletins rejetés                | 4           |       |
| Taux de participation            | 217 / 1 695 | 12,80 |

## Notre-Dame-de-l'Île-Perrot
|             | Élection (2017)                                                                    | Dissolution (2021)                                                                 | Élection (2021)                                                                    |
| Maire       | Danie Deschênes                                                                    | Danie Deschênes                                                                    | Danie Deschênes                                                                    |
| Conseillers | Natalia Pereira Bruno Roy Daniel Lauzon Bernard Groulx Normand Pigeon Jean Fournel | Natalia Pereira Bruno Roy Daniel Lauzon Bernard Groulx Normand Pigeon Jean Fournel | Natalia Pereira Bruno Roy Daniel Lauzon Bernard Groulx Normand Pigeon Jean Fournel |

| Partis | Partis          | Candidats pour la mairie   | Vote            | %               |
| ------ | --------------- | -------------------------- | --------------- | --------------- |
|        | Option citoyens | Danie Deschênes (Sortante) | Sans opposition | Sans opposition |

| Partis | Partis          | Candidats district #1      | Vote | %     |
| ------ | --------------- | -------------------------- | ---- | ----- |
|        | Option citoyens | Natalia Pereira (Sortante) | 218  | 83,85 |
|        | Indépendant     | Harold Gauvin              | 42   | 16,15 |

| Partis | Partis          | Candidats district #2 | Vote            | %               |
| ------ | --------------- | --------------------- | --------------- | --------------- |
|        | Option citoyens | Bruno Roy (Sortant)   | Sans opposition | Sans opposition |

| Partis | Partis          | Candidats district #3   | Vote            | %               |
| ------ | --------------- | ----------------------- | --------------- | --------------- |
|        | Option citoyens | Daniel Lauzon (Sortant) | Sans opposition | Sans opposition |

| Partis | Partis          | Candidats district #4    | Vote            | %               |
| ------ | --------------- | ------------------------ | --------------- | --------------- |
|        | Option citoyens | Bernard Groulx (Sortant) | Sans opposition | Sans opposition |

| Partis | Partis          | Candidats district #5    | Vote            | %               |
| ------ | --------------- | ------------------------ | --------------- | --------------- |
|        | Option citoyens | Normand Pigeon (Sortant) | Sans opposition | Sans opposition |

| Partis | Partis          | Candidats district #6  | Vote            | %               |
| ------ | --------------- | ---------------------- | --------------- | --------------- |
|        | Option citoyens | Jean Fournel (Sortant) | Sans opposition | Sans opposition |

- Décès de Bernard Groulx, conseiller district #4, le 31 mars 2022[7].

- Élection de Stéphan Denis au poste de conseiller district #4 le 7 août 2022[8].

| Partis                | Partis                | Candidats district #4 | Vote        | %     |
| --------------------- | --------------------- | --------------------- | ----------- | ----- |
|                       | Indépendant           | Stéphan Denis         | 107         | 39,63 |
|                       | Option citoyens       | Serge Groulx          | 94          | 34,81 |
|                       | Indépendant           | Elie Akl              | 69          | 25,56 |
| Bulletins rejetés     | Bulletins rejetés     | Bulletins rejetés     | 0           |       |
| Taux de participation | Taux de participation | Taux de participation | 270 / 1 288 | 20,96 |

## Pincourt
|             | Élection (2017)                                                                                   | Dissolution (2021)                                                                                | Élection (2021)                                                                               |
| Maire       | Yvan Cardinal                                                                                     | Yvan Cardinal                                                                                     | Claude Comeau                                                                                 |
| Conseillers | Alexandre Wolford Denise Bergeron Sam Ierfino Diane Boyer Claudine Girouard-Morel René Lecavalier | Alexandre Wolford Denise Bergeron Sam Ierfino Diane Boyer Claudine Girouard-Morel René Lecavalier | Hugo Gendreau Denise Bergeron Sam Ierfino Diane Boyer Claudine Girouard-Morel René Lecavalier |

| Taux de participation :                | Taux de participation :                | Taux de participation :                | Taux de participation :                | Taux de participation :                | 28,2 % |
| Nombre de votes valides :              | Nombre de votes valides :              | Nombre de votes valides :              | Nombre de votes valides :              | Nombre de votes valides :              | 3 080  |
| Nombre de votes rejetées à la mairie : | Nombre de votes rejetées à la mairie : | Nombre de votes rejetées à la mairie : | Nombre de votes rejetées à la mairie : | Nombre de votes rejetées à la mairie : | 21     |
| Nombre d'électeurs inscrits :          | Nombre d'électeurs inscrits :          | Nombre d'électeurs inscrits :          | Nombre d'électeurs inscrits :          | Nombre d'électeurs inscrits :          | 10 982 |

| Candidats pour la mairie | Vote  | %     |
| ------------------------ | ----- | ----- |
| Claude Comeau            | 1 641 | 53,28 |
| Yvan Cardinal (Sortant)  | 1 439 | 46,72 |

| Candidats district 1 | Vote | %     |
| -------------------- | ---- | ----- |
| Hugo Gendreau        | 251  | 58,10 |
| Virginie Nourrain    | 117  | 27,08 |
| Marc Dagenais        | 64   | 14,81 |

| Candidats district 2       | Vote            | %               |
| -------------------------- | --------------- | --------------- |
| Denise Bergeron (Sortante) | Sans opposition | Sans opposition |

| Candidats district 3  | Vote            | %               |
| --------------------- | --------------- | --------------- |
| Sam Ierfino (Sortant) | Sans opposition | Sans opposition |

| Candidats district 4   | Vote            | %               |
| ---------------------- | --------------- | --------------- |
| Diane Boyer (Sortante) | Sans opposition | Sans opposition |

| Candidats district 5               | Vote            | %               |
| ---------------------------------- | --------------- | --------------- |
| Claudine Girouard-Morel (Sortante) | Sans opposition | Sans opposition |

| Candidats district 6      | Vote | %     |
| ------------------------- | ---- | ----- |
| René Lecavalier (Sortant) | 251  | 51,22 |
| Carole Reed               | 239  | 48,78 |

## Terrasse-Vaudreuil
|             | Élection (2017)                                                                                      | Dissolution (2021)                                                                                   | Élection (2021)                                                                               |
| Maire       | Michel Bourdeau                                                                                      | Michel Bourdeau                                                                                      | Michel Bourdeau                                                                               |
| Conseillers | Nathalie Perreault Julien Leclerc Jean-Pierre Brazeau Audrey Dépault Jimmy Robert Yves de Repentigny | Nathalie Perreault Julien Leclerc Jean-Pierre Brazeau Audrey Dépault Jimmy Robert Yves de Repentigny | Nathalie Perreault Julien Leclerc Cheryl Brazeau Ian Gray Isabel Boulay Josée Paquette-Bougie |

| Candidats pour la mairie  | Vote            | %               |
| ------------------------- | --------------- | --------------- |
| Michel Bourdeau (Sortant) | Sans opposition | Sans opposition |

| Candidats conseiller #1       | Vote            | %               |
| ----------------------------- | --------------- | --------------- |
| Nathalie Perreault (Sortante) | Sans opposition | Sans opposition |

| Candidats conseiller #2  | Vote            | %               |
| ------------------------ | --------------- | --------------- |
| Julien Leclerc (Sortant) | Sans opposition | Sans opposition |

| Candidats conseiller #3 | Vote            | %               |
| ----------------------- | --------------- | --------------- |
| Cheryl Brazeau          | Sans opposition | Sans opposition |

| Candidats conseiller #4 | Vote | %     |
| ----------------------- | ---- | ----- |
| Ian Gray                | 256  | 52,67 |
| José Roberto Arguello   | 230  | 47,33 |

| Candidats conseiller #5 | Vote | %     |
| ----------------------- | ---- | ----- |
| Isabel Boulay           | 243  | 50,10 |
| Gilles Lepage           | 242  | 49,90 |

| Candidats conseiller #6 | Vote | %     |
| ----------------------- | ---- | ----- |
| Josée Paquette-Bougie   | 266  | 54,40 |
| Valérie Kirkman         | 223  | 45,60 |

## Vaudreuil-Dorion
|             | Élection (2017) | Dissolution (2021) | Élection (2021) |
| Maire       | Guy Pilon | Guy Pilon | Guy Pilon |
| Conseillers | Josée Clément François Séguin Jasmine Sharma Céline Chartier Diane Morin Gabriel Parent Paul M. Normand Paul Dumoulin | Josée Clément François Séguin Jasmine Sharma Céline Chartier Diane Morin Gabriel Parent Paul M. Normand Paul Dumoulin | Luc Marsan François Séguin Jasmine Sharma Karine Lechasseur Diane Morin Gabriel Parent Paul M. Normand Paul Dumoulin |

| Partis | Partis                                | Candidats pour la mairie | Vote            | %               |
| ------ | ------------------------------------- | ------------------------ | --------------- | --------------- |
|        | Parti de l'action de Vaudreuil-Dorion | Guy Pilon (Sortant)      | Sans opposition | Sans opposition |

| Partis | Partis                                | Candidats District 1 - Quinchien | Vote            | %               |
| ------ | ------------------------------------- | -------------------------------- | --------------- | --------------- |
|        | Parti de l'action de Vaudreuil-Dorion | Luc Marsan                       | Sans opposition | Sans opposition |

| Partis | Partis                                | Candidats District 2 - Valois | Vote            | %               |
| ------ | ------------------------------------- | ----------------------------- | --------------- | --------------- |
|        | Parti de l'action de Vaudreuil-Dorion | François Séguin (Sortant)     | Sans opposition | Sans opposition |

| Partis | Partis                                | Candidats District 3 - Des Bâtisseurs | Vote            | %               |
| ------ | ------------------------------------- | ------------------------------------- | --------------- | --------------- |
|        | Parti de l'action de Vaudreuil-Dorion | Jasmine Sharma (Sortante)             | Sans opposition | Sans opposition |

| Partis | Partis                                | Candidats District 4 - De la Seigneurie | Vote            | %               |
| ------ | ------------------------------------- | --------------------------------------- | --------------- | --------------- |
|        | Parti de l'action de Vaudreuil-Dorion | Karine Lechasseur                       | Sans opposition | Sans opposition |

| Partis | Partis                                | Candidats District 5 - Des Chenaux | Vote            | %               |
| ------ | ------------------------------------- | ---------------------------------- | --------------- | --------------- |
|        | Parti de l'action de Vaudreuil-Dorion | Diane Morin (Sortante)             | Sans opposition | Sans opposition |

| Partis | Partis                                | Candidats District 6 - Saint-Michel | Vote | %     |
| ------ | ------------------------------------- | ----------------------------------- | ---- | ----- |
|        | Parti de l'action de Vaudreuil-Dorion | Gabriel Parent (Sortant)            | 360  | 50,42 |
|        | Indépendant                           | Denis Lecompte                      | 354  | 49,58 |

| Partis | Partis                                | Candidats District 7 - Desrochers | Vote            | %               |
| ------ | ------------------------------------- | --------------------------------- | --------------- | --------------- |
|        | Parti de l'action de Vaudreuil-Dorion | Paul M. Normand (Sortant)         | Sans opposition | Sans opposition |

| Partis | Partis                                | Candidats District 8 - De la Baie | Vote            | %               |
| ------ | ------------------------------------- | --------------------------------- | --------------- | --------------- |
|        | Parti de l'action de Vaudreuil-Dorion | Paul Dumoulin (Sortant)           | Sans opposition | Sans opposition |

## Vaudreuil-sur-le-Lac
|             | Élection (2017)                                                                       | Dissolution (2021)                                                                            | Élection (2021)                                                                  |
| Maire       | Claude Pilon                                                                          | Philip Lapalme                                                                                | Mario Tremblay                                                                   |
| Conseillers | Ginette Bradley André Bélanger Denis Morin Philip Lapalme Paul Le Sage Louise Chénier | Ginette Bradley André Bélanger Elizabeth Tomaras Martine André Marc Lafontaine Louise Chénier | David Yee Mei-Lin Yee Liliane Besner Martine André Gilles Massey Jacques Ostiguy |

| Taux de participation :                | Taux de participation :                | Taux de participation :                | Taux de participation :                | Taux de participation :                | 69,2 % |
| Nombre de votes valides :              | Nombre de votes valides :              | Nombre de votes valides :              | Nombre de votes valides :              | Nombre de votes valides :              | 715    |
| Nombre de votes rejetées à la mairie : | Nombre de votes rejetées à la mairie : | Nombre de votes rejetées à la mairie : | Nombre de votes rejetées à la mairie : | Nombre de votes rejetées à la mairie : | 4      |
| Nombre d'électeurs inscrits :          | Nombre d'électeurs inscrits :          | Nombre d'électeurs inscrits :          | Nombre d'électeurs inscrits :          | Nombre d'électeurs inscrits :          | 1 039  |

| Candidats pour la mairie | Vote | %     |
| ------------------------ | ---- | ----- |
| Mario Tremblay           | 401  | 56,08 |
| Philip Lapalme (Sortant) | 314  | 43,92 |

| Candidats conseiller #1 | Vote            | %               |
| ----------------------- | --------------- | --------------- |
| David Yee               | Sans opposition | Sans opposition |

| Candidats conseiller #2 | Vote            | %               |
| ----------------------- | --------------- | --------------- |
| Mei-Lin Yee             | Sans opposition | Sans opposition |

| Candidats conseiller #3      | Vote | %     |
| ---------------------------- | ---- | ----- |
| Liliane Besner               | 351  | 50,43 |
| Elizabeth Tomaras (Sortante) | 306  | 43,97 |
| Pierre Shapiro               | 39   | 5,60  |

| Candidats conseiller #4  | Vote            | %               |
| ------------------------ | --------------- | --------------- |
| Martine André (Sortante) | Sans opposition | Sans opposition |

| Candidats conseiller #5   | Vote | %     |
| ------------------------- | ---- | ----- |
| Gilles Massey             | 372  | 53,76 |
| Marc Lafontaine (Sortant) | 320  | 46,24 |

| Candidats conseiller #6 | Vote | %     |
| ----------------------- | ---- | ----- |
| Jacques Ostiguy         | 385  | 55,24 |
| Christine Matte         | 312  | 44,76 |

- Démission de David Yee, conseiller #1, et de Mei-Lin Yee, conseillère #2 le 20 février 2023[9].

- Démission de Liliane Besner, conseillère #3, le 3 mai 2023[10].

- Élection sans opposition de Najah Zaoude au poste de conseillère #1, de Jean Barrette au poste de conseiller #2 et de Ian Dellner au poste de conseiller #3 le 1er septembre 2023.

| Candidats conseiller #1 | Vote            | %               |
| ----------------------- | --------------- | --------------- |
| Najah Zaoude            | Sans opposition | Sans opposition |

| Candidats conseiller #2 | Vote            | %               |
| ----------------------- | --------------- | --------------- |
| Jean Barrette           | Sans opposition | Sans opposition |

| Candidats conseiller #3 | Vote            | %               |
| ----------------------- | --------------- | --------------- |
| Ian Dellner             | Sans opposition | Sans opposition |

## L'Île-Cadieux
|             | Élection (2017)                                             | Dissolution (2021)                                          | Élection (2021)                                          |
| Maire       | Daniel Martel                                               | Daniel Martel                                               | Daniel Martel                                            |
| Conseillers | Martin Charland Odette Lapierre Jacques Dauphin Brian Falus | Martin Charland Odette Lapierre Jacques Dauphin Brian Falus | Martin Charland Brian Falus Marion Bischoff Suzie Breton |

| Partis | Partis               | Candidats pour la mairie | Vote            | %               |
| ------ | -------------------- | ------------------------ | --------------- | --------------- |
|        | Équipe Daniel Martel | Daniel Martel (Sortant)  | Sans opposition | Sans opposition |

| Partis | Partis               | Candidats conseiller #1   | Vote            | %               |
| ------ | -------------------- | ------------------------- | --------------- | --------------- |
|        | Équipe Daniel Martel | Martin Charland (Sortant) | Sans opposition | Sans opposition |

| Partis | Partis               | Candidats conseiller #2 | Vote            | %               |
| ------ | -------------------- | ----------------------- | --------------- | --------------- |
|        | Équipe Daniel Martel | Brian Falus (Sortant)   | Sans opposition | Sans opposition |

| Partis | Partis               | Candidats conseiller #3 | Vote            | %               |
| ------ | -------------------- | ----------------------- | --------------- | --------------- |
|        | Équipe Daniel Martel | Marion Bischoff         | Sans opposition | Sans opposition |

| Partis | Partis               | Candidats conseiller #4 | Vote            | %               |
| ------ | -------------------- | ----------------------- | --------------- | --------------- |
|        | Équipe Daniel Martel | Suzie Breton            | Sans opposition | Sans opposition |

## Hudson
|             | Élection (2017)                                                                               | Dissolution (2021)                                                                   | Élection (2021)                                                             |
| Maire       | Jamie Nicholls                                                                                | Jamie Nicholls                                                                       | Chloe Hutchison                                                             |
| Conseillers | Helen Kurgansky Austin Rikley-Krindle Chloe Hutchison Barbara Robinson Jim Duff Daren Legault | Helen Kurgansky Austin Rikley-Krindle Vacant Barbara Robinson Jim Duff Daren Legault | Douglas Smith Benoît Blais Peter Mate Reid Thompson Mark Gray Daren Legault |

| Taux de participation :                | Taux de participation :                | Taux de participation :                | Taux de participation :                | Taux de participation :                | 46,0 % |
| Nombre de votes valides :              | Nombre de votes valides :              | Nombre de votes valides :              | Nombre de votes valides :              | Nombre de votes valides :              | 2 046  |
| Nombre de votes rejetées à la mairie : | Nombre de votes rejetées à la mairie : | Nombre de votes rejetées à la mairie : | Nombre de votes rejetées à la mairie : | Nombre de votes rejetées à la mairie : | 5      |
| Nombre d'électeurs inscrits :          | Nombre d'électeurs inscrits :          | Nombre d'électeurs inscrits :          | Nombre d'électeurs inscrits :          | Nombre d'électeurs inscrits :          | 4 465  |

| Candidats pour la mairie                    | Vote  | %     |
| ------------------------------------------- | ----- | ----- |
| Chloe Hutchison                             | 1 013 | 49,44 |
| Helen Kurgansky (Sortante d'un autre poste) | 682   | 33,28 |
| Jamie Nicholls (Sortant)                    | 354   | 17,28 |

| Candidats District 1 - Como | Vote | %     |
| --------------------------- | ---- | ----- |
| Douglas Smith               | 110  | 37,54 |
| Cynthia Massa               | 64   | 21,84 |
| David Langlois              | 61   | 20,82 |
| Sean Murphy                 | 43   | 14,68 |
| Amanda MacDonald            | 15   | 5,12  |

| Candidats District 2 - Hudson Est | Vote            | %               |
| --------------------------------- | --------------- | --------------- |
| Benoît Blais                      | Sans opposition | Sans opposition |

| Candidats District 3 - Hudson Centre | Vote            | %               |
| ------------------------------------ | --------------- | --------------- |
| Peter Mate                           | Sans opposition | Sans opposition |

| Candidats District 4 - Fairhaven | Vote | %     |
| -------------------------------- | ---- | ----- |
| Reid Thompson                    | 105  | 34,77 |
| Natalie Best                     | 100  | 33,11 |
| Barbara Robinson (Sortante)      | 97   | 32,12 |

| Candidats District 5 - Heights Est | Vote | %     |
| ---------------------------------- | ---- | ----- |
| Mark Gray                          | 408  | 80,95 |
| Blair Mackay                       | 96   | 19,05 |

| Candidats District 6 - Ouest | Vote            | %               |
| ---------------------------- | --------------- | --------------- |
| Daren Legault (Sortant)      | Sans opposition | Sans opposition |

## Saint-Lazare
|             | Élection (2017)                                                                                  | Dissolution (2021)                                                                       | Élection (2021) |
| Maire       | Robert Grimaudo                                                                                  | Robert Grimaudo                                                                          | Geneviève Lachance                                                                                                 |
| Conseillers | Geneviève Lachance Pamela Tremblay Martin Couture Michel Poitras Richard Chartrand Brian Trainor | Geneviève Lachance Pierre Casavant Vacant Michel Poitras Richard Chartrand Brian Trainor | Tanja Minisini Pierre Casavant Marc Émond Michel Poitras Richard Chartrand Brian Trainor Donald Andrews David Hill |

| Candidats pour la mairie                       | Vote            | %               |
| ---------------------------------------------- | --------------- | --------------- |
| Geneviève Lachance (Sortante d'un autre poste) | Sans opposition | Sans opposition |

| Candidats District 1 | Vote            | %               |
| -------------------- | --------------- | --------------- |
| Tanja Minisini       | Sans opposition | Sans opposition |

| Candidats District 2      | Vote            | %               |
| ------------------------- | --------------- | --------------- |
| Pierre Casavant (Sortant) | Sans opposition | Sans opposition |

| Candidats District 3 | Vote | %     |
| -------------------- | ---- | ----- |
| Marc Émond           | 241  | 51,61 |
| Christopher Roche    | 196  | 41,97 |
| Muhammad Khan        | 30   | 6,42  |

| Candidats District 4     | Vote | %     |
| ------------------------ | ---- | ----- |
| Michel Poitras (Sortant) | 412  | 70,67 |
| Darrin Etcovitch         | 171  | 29,33 |

| Candidats District 5        | Vote            | %               |
| --------------------------- | --------------- | --------------- |
| Richard Chartrand (Sortant) | Sans opposition | Sans opposition |

| Candidats District 6    | Vote            | %               |
| ----------------------- | --------------- | --------------- |
| Brian Trainor (Sortant) | Sans opposition | Sans opposition |

| Candidats District 7 | Vote            | %               |
| -------------------- | --------------- | --------------- |
| Donald Andrews       | Sans opposition | Sans opposition |

| Candidats District 8 | Vote            | %               |
| -------------------- | --------------- | --------------- |
| David Hill           | Sans opposition | Sans opposition |

## Sainte-Marthe
|             | Élection (2017)                                                                            | Dissolution (2021)                                                                         | Élection (2021)                                                                              |
| Maire       | François Pleau                                                                             | François Pleau                                                                             | François Pleau                                                                               |
| Conseillers | Jacqueline Lavergne Claude Gravel Carl Verreault Carl Dupras Gilbert Séguin Jinny Brunelle | Jacqueline Lavergne Claude Gravel Carl Verreault Carl Dupras Gilbert Séguin Jinny Brunelle | Jacqueline Lavergne Sébastien Legros David Pharand Carl Dupras Gilbert Séguin Jinny Brunelle |

| Partis | Partis                | Candidats pour la mairie | Vote            | %               |
| ------ | --------------------- | ------------------------ | --------------- | --------------- |
|        | Équipe François Pleau | François Pleau (Sortant) | Sans opposition | Sans opposition |

| Partis | Partis                | Candidats conseiller #1        | Vote            | %               |
| ------ | --------------------- | ------------------------------ | --------------- | --------------- |
|        | Équipe François Pleau | Jacqueline Lavergne (Sortante) | Sans opposition | Sans opposition |

| Partis | Partis                | Candidats conseiller #2 | Vote | %     |
| ------ | --------------------- | ----------------------- | ---- | ----- |
|        | Indépendant           | Sébastien Legros        | 224  | 52,12 |
|        | Équipe François Pleau | Martin Deslauriers      | 205  | 47,79 |

| Partis | Partis                | Candidats conseiller #3  | Vote | %     |
| ------ | --------------------- | ------------------------ | ---- | ----- |
|        | Indépendant           | David Pharand            | 246  | 58,57 |
|        | Équipe François Pleau | Carl Verreault (Sortant) | 174  | 41,43 |

| Partis | Partis                | Candidats conseiller #4 | Vote            | %               |
| ------ | --------------------- | ----------------------- | --------------- | --------------- |
|        | Équipe François Pleau | Carl Dupras (Sortant)   | Sans opposition | Sans opposition |

| Partis | Partis                | Candidats conseiller #5  | Vote            | %               |
| ------ | --------------------- | ------------------------ | --------------- | --------------- |
|        | Équipe François Pleau | Gilbert Séguin (Sortant) | Sans opposition | Sans opposition |

| Partis | Partis                | Candidats conseiller #6   | Vote            | %               |
| ------ | --------------------- | ------------------------- | --------------- | --------------- |
|        | Équipe François Pleau | Jinny Brunelle (Sortante) | Sans opposition | Sans opposition |

## Sainte-Justine-de-Newton
|             | Élection (2017)                                                                              | Dissolution (2021)                                                       | Élection (2021)                                                                                            |
| Maire       | Denis Ranger                                                                                 | Denis Ranger                                                             | Shawn Campbell                                                                                             |
| Conseillers | Denis Pouliot Maryse Lanthier Danic Thauvette Éric Dufresne Shawn Campbell Patricia Domingos | Denis Pouliot Maryse Lanthier Vacant Éric Dufresne Shawn Campbell Vacant | Louis-Philippe Thauvette Pierre Cholette Jean Giroux-Gagné Mario Pitre Geneviève Raymond Aline Charbonneau |

| Taux de participation :                | Taux de participation :                | Taux de participation :                | Taux de participation :                | Taux de participation :                | 52,9 % |
| Nombre de votes valides :              | Nombre de votes valides :              | Nombre de votes valides :              | Nombre de votes valides :              | Nombre de votes valides :              | 411    |
| Nombre de votes rejetées à la mairie : | Nombre de votes rejetées à la mairie : | Nombre de votes rejetées à la mairie : | Nombre de votes rejetées à la mairie : | Nombre de votes rejetées à la mairie : | 5      |
| Nombre d'électeurs inscrits :          | Nombre d'électeurs inscrits :          | Nombre d'électeurs inscrits :          | Nombre d'électeurs inscrits :          | Nombre d'électeurs inscrits :          | 787    |

| Candidats pour la mairie                   | Vote | %     |
| ------------------------------------------ | ---- | ----- |
| Shawn Campbell (Sortante d'un autre poste) | 255  | 62,04 |
| Stéphane Lapointe                          | 156  | 37,96 |

| Candidats conseiller #1  | Vote | %     |
| ------------------------ | ---- | ----- |
| Louis-Philippe Thauvette | 250  | 62,81 |
| Celeste Lavergne         | 148  | 37,19 |

| Candidats conseiller #2 | Vote            | %               |
| ----------------------- | --------------- | --------------- |
| Pierre Cholette         | Sans opposition | Sans opposition |

| Candidats conseiller #3 | Vote            | %               |
| ----------------------- | --------------- | --------------- |
| Jean Giroux-Gagné       | Sans opposition | Sans opposition |

| Candidats conseiller #4 | Vote | %     |
| ----------------------- | ---- | ----- |
| Mario Pitre             | 243  | 61,68 |
| Denis Lacelle           | 151  | 38,32 |

| Candidats conseiller #5 | Vote            | %               |
| ----------------------- | --------------- | --------------- |
| Geneviève Raymond       | Sans opposition | Sans opposition |

| Candidats conseiller #6 | Vote            | %               |
| ----------------------- | --------------- | --------------- |
| Aline Charbonneau       | Sans opposition | Sans opposition |

- Démission de Pierre Cholette, conseiller #2, le 8 novembre 2022[11].

- Entrée au conseil de Jacques Séguin au poste de conseiller #2 dès la séance du 16 mars 2023[12].

| Candidats conseiller #2 | Vote | %   |
| ----------------------- | ---- | --- |
| Jacques Séguin          | n/d  | n/d |

## Très-Saint-Rédempteur
|             | Élection (2017)                                                                           | Dissolution (2021)                                                                        | Élection (2021)                                                                               |
| Maire       | Julie Lemieux                                                                             | Julie Lemieux                                                                             | Julie Lemieux                                                                                 |
| Conseillers | Steven Strong-Gallant Isabelle Paré Réjean Sauvé Aline Nault Alexandre Zalac Willy Mouzon | Steven Strong-Gallant Isabelle Paré Réjean Sauvé Aline Nault Alexandre Zalac Willy Mouzon | Steven Strong-Gallant Isabelle Paré Line Asselin Nicole Hémond Sébastien Primeau Willy Mouzon |

| Taux de participation :                | Taux de participation :                | Taux de participation :                | Taux de participation :                | Taux de participation :                | 48,2 % |
| Nombre de votes valides :              | Nombre de votes valides :              | Nombre de votes valides :              | Nombre de votes valides :              | Nombre de votes valides :              | 371    |
| Nombre de votes rejetées à la mairie : | Nombre de votes rejetées à la mairie : | Nombre de votes rejetées à la mairie : | Nombre de votes rejetées à la mairie : | Nombre de votes rejetées à la mairie : | 1      |
| Nombre d'électeurs inscrits :          | Nombre d'électeurs inscrits :          | Nombre d'électeurs inscrits :          | Nombre d'électeurs inscrits :          | Nombre d'électeurs inscrits :          | 772    |

| Candidats pour la mairie | Vote | %     |
| ------------------------ | ---- | ----- |
| Julie Lemieux (Sortante) | 274  | 73,85 |
| Gaétan Héroux            | 97   | 26,15 |

| Candidats conseiller #1         | Vote            | %               |
| ------------------------------- | --------------- | --------------- |
| Steven Strong Gallant (Sortant) | Sans opposition | Sans opposition |

| Candidats conseiller #2  | Vote            | %               |
| ------------------------ | --------------- | --------------- |
| Isabelle Paré (Sortante) | Sans opposition | Sans opposition |

| Candidats conseiller #3 | Vote            | %               |
| ----------------------- | --------------- | --------------- |
| Line Asselin            | Sans opposition | Sans opposition |

| Candidats conseiller #4 | Vote            | %               |
| ----------------------- | --------------- | --------------- |
| Nicole Hémond           | Sans opposition | Sans opposition |

| Candidats conseiller #5 | Vote            | %               |
| ----------------------- | --------------- | --------------- |
| Sébastien Primeau       | Sans opposition | Sans opposition |

| Candidats conseiller #6 | Vote            | %               |
| ----------------------- | --------------- | --------------- |
| Wiily Mouzon (Sortant)  | Sans opposition | Sans opposition |

## Rigaud
|             | Élection (2017)                                                                                | Dissolution (2021)                                                                             | Élection (2021)                                                                    |
| Maire       | Hans Gruenwald Jr.                                                                             | Hans Gruenwald Jr.                                                                             | Marie-Claude Frigault                                                              |
| Conseillers | Marie-Claude Frigault Archie Martin Edith de Haerne André Boucher Danny Lalonde Mario Gauthier | Marie-Claude Frigault Archie Martin Edith de Haerne André Boucher Danny Lalonde Mario Gauthier | Charles Meunier Archie Martin Marc Noël Kevin Ménard Yves Pelletier Alain Lapointe |

| Taux de participation :                | Taux de participation :                | Taux de participation :                | Taux de participation :                | Taux de participation :                | 34,4 % |
| Nombre de votes valides :              | Nombre de votes valides :              | Nombre de votes valides :              | Nombre de votes valides :              | Nombre de votes valides :              | 2 146  |
| Nombre de votes rejetées à la mairie : | Nombre de votes rejetées à la mairie : | Nombre de votes rejetées à la mairie : | Nombre de votes rejetées à la mairie : | Nombre de votes rejetées à la mairie : | 18     |
| Nombre d'électeurs inscrits :          | Nombre d'électeurs inscrits :          | Nombre d'électeurs inscrits :          | Nombre d'électeurs inscrits :          | Nombre d'électeurs inscrits :          | 6 290  |

| Candidats pour la mairie                          | Vote  | %     |
| ------------------------------------------------- | ----- | ----- |
| Marie-Claude Frigault (Sortante d'un autre poste) | 1 385 | 64,54 |
| Edith de Haerne (Sortante d'un autre poste)       | 696   | 32,43 |
| Guy Turcotte                                      | 65    | 3,03  |

| Candidats district #1 | Vote | %     |
| --------------------- | ---- | ----- |
| Charles Meunier       | 243  | 56,12 |
| William Bradley       | 190  | 43,88 |

| Candidats district #2   | Vote | %     |
| ----------------------- | ---- | ----- |
| Archie Martin (Sortant) | 203  | 53,85 |
| Jean-François Larin     | 174  | 46,15 |

| Candidats district #3 | Vote            | %               |
| --------------------- | --------------- | --------------- |
| Marc Noël             | Sans opposition | Sans opposition |

| Candidats district #4 | Vote            | %               |
| --------------------- | --------------- | --------------- |
| Kevin Ménard          | Sans opposition | Sans opposition |

| Candidats district #5 | Vote | %     |
| --------------------- | ---- | ----- |
| Yves Pelletier        | 152  | 41,64 |
| Marie-Lyne Hébert     | 122  | 33,42 |
| Mark Dickins          | 91   | 24,93 |

| Candidats district #6 | Vote            | %               |
| --------------------- | --------------- | --------------- |
| Alain Lapointe        | Sans opposition | Sans opposition |

## Pointe-Fortune
|             | Élection (2017)                                                               | Dissolution (2021)                                                                           | Élection (2021)                                                                                        |
| Maire       | François Bélanger                                                             | François Bélanger                                                                            | François Bélanger                                                                                      |
| Conseillers | Aucun Christiane Berniquez Guylaine Charlebois Gilles Deschamps Kenneth Flack | Claude Trudel Marie-France Daoust Christiane Berniquez Vacant Gilles Deschamps Kenneth Flack | Lucie Lacelle Gilles Deschamps Christiane Berniquez Sandra Lavoratore Jacques Beaudoin Gilles Tétrault |

| Candidats pour la mairie    | Vote            | %               |
| --------------------------- | --------------- | --------------- |
| François Bélanger (Sortant) | Sans opposition | Sans opposition |

| Candidats conseiller #1 | Vote | %     |
| ----------------------- | ---- | ----- |
| Lucie Lacelle           | 97   | 51,32 |
| Lisette Boucher         | 92   | 48,68 |

| Candidats conseiller #2                     | Vote | %     |
| ------------------------------------------- | ---- | ----- |
| Gilles Deschamps (Sortant d'un autre poste) | 113  | 60,11 |
| Marie-France Daoust (Sortante)              | 75   | 39,89 |

| Candidats conseiller #3         | Vote            | %               |
| ------------------------------- | --------------- | --------------- |
| Christiane Berniquez (Sortante) | Sans opposition | Sans opposition |

| Candidats conseiller #4 | Vote            | %               |
| ----------------------- | --------------- | --------------- |
| Sandra Lavoratore       | Sans opposition | Sans opposition |

| Candidats conseiller #5 | Vote | %     |
| ----------------------- | ---- | ----- |
| Jacques Beaudoin        | 113  | 59,79 |
| Micheline Labrie        | 76   | 40,21 |

| Candidats conseiller #6 | Vote | %     |
| ----------------------- | ---- | ----- |
| Gilles Tétrault         | 97   | 51,60 |
| Véronique Fugère        | 91   | 48,40 |